# Scolecomorphus vittatus
Scolecomorphus vittatus es una especie de anfibio gimnofión de la familia Scolecomorphidae.
Es endémica de la zona centronororiental de Tanzania: se halla a una altitud de 400 a 1.500 m s. n. m. en los montes Usambara, Nguu, Nguru, Ukaguru, Uluguru y Pare.